# Svensk Försäkring
Svensk Försäkring är en branschorganisation för privata försäkringsbolag. Svensk Försäkring ska ta tillvara medlemsbolagens intressen och deras möjligheter att verka i Sverige och utomlands.
Svensk Försäkring har flera dotterbolag; Min Pension, Larmtjänst, Fullmaktskollen och S4I.
Svensk Försäkring ingår i Svensk Försäkring i samverkan. VD är Christina Lindenius.